# Тонале

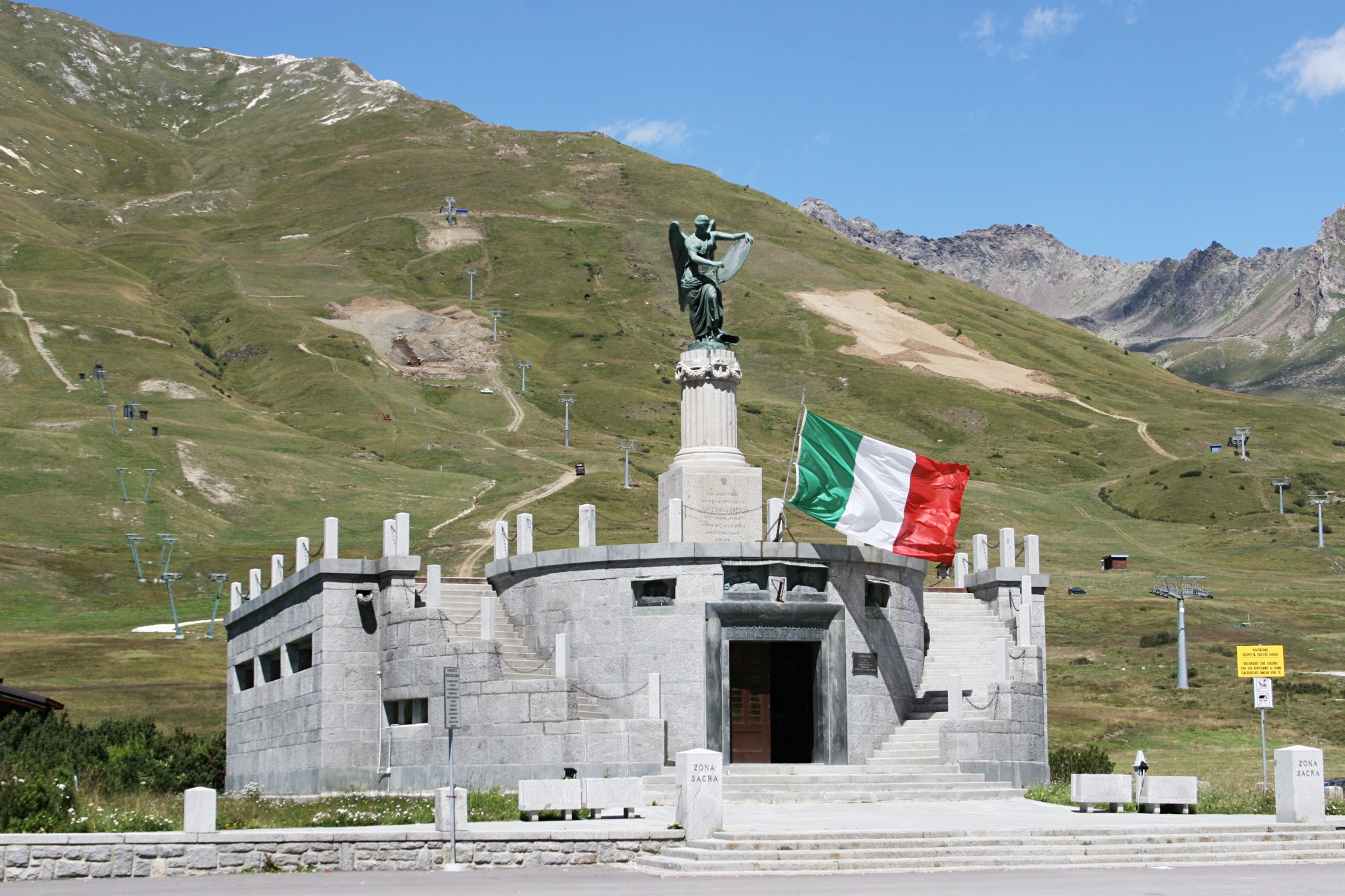
Монумент Пассо-дель-Тонале

Тонале (итал. Passo del Tonale) — высокий перевал в северной Италии через Альпы между Ломбардией и Трентино-Альто-Адидже. Высота седловины — 1883 м.
Соединяет долины Камоника и Соле.
Зимой на перевале действует множество отелей и магазинов для туристов, так как горы вокруг перевала используются для зимних видов спорта — в основном для катания на лыжах и сноуборда.